# Asgard II
Asgard II fue el buque escuela de vela nacional irlandés, hasta que se hundió en el Golfo de Vizcaya en 2008. Era un bergantín, que fue encargado el 7 de marzo de 1981 y construido expresamente como buque escuela de vela por Jack Tyrrell en Arklow, condado de Wicklow. Lleva el nombre del Asgard, un yate que contrabandeaba armas para los Voluntarios Irlandeses en 1914.
El barco era propiedad del Estado irlandés y estaba operado por Coiste an Asgard (miembro fundador de Sail Training International). Durante un período de tiempo a principios de los años ochenta, la UCC encargó el buque para su uso en investigación marina. Asgard II tenía un mascarón de proa tradicional en forma de talla de Grace O'Malley.

## Hundimiento
El Asgard II se hundió en el Golfo de Vizcaya el 11 de septiembre de 2008, a 20 millas náuticas (37 km) al suroeste de Belle-Île-en-Mer at 47°18′03″N 3°33′02″O / 47.30083, -3.55056.
Los cinco tripulantes y veinte aprendices habían abandonado el barco cuando empezó a hacer agua. Asgard II se dirigía de Falmouth a La Rochelle para realizar un mantenimiento de rutina. Haldoz y Arklow Venus brindaron asistencia y dos botes salvavidas de Belle Île, Morbihan, Francia.
Antes de finales de 2008, se presentó al gabinete irlandés un plan para levantar el barco. Se esperaba que los aseguradores pagarían los 3,8 millones de euros y que el buque sería levantado en la primavera de 2009, si las condiciones eran favorables.

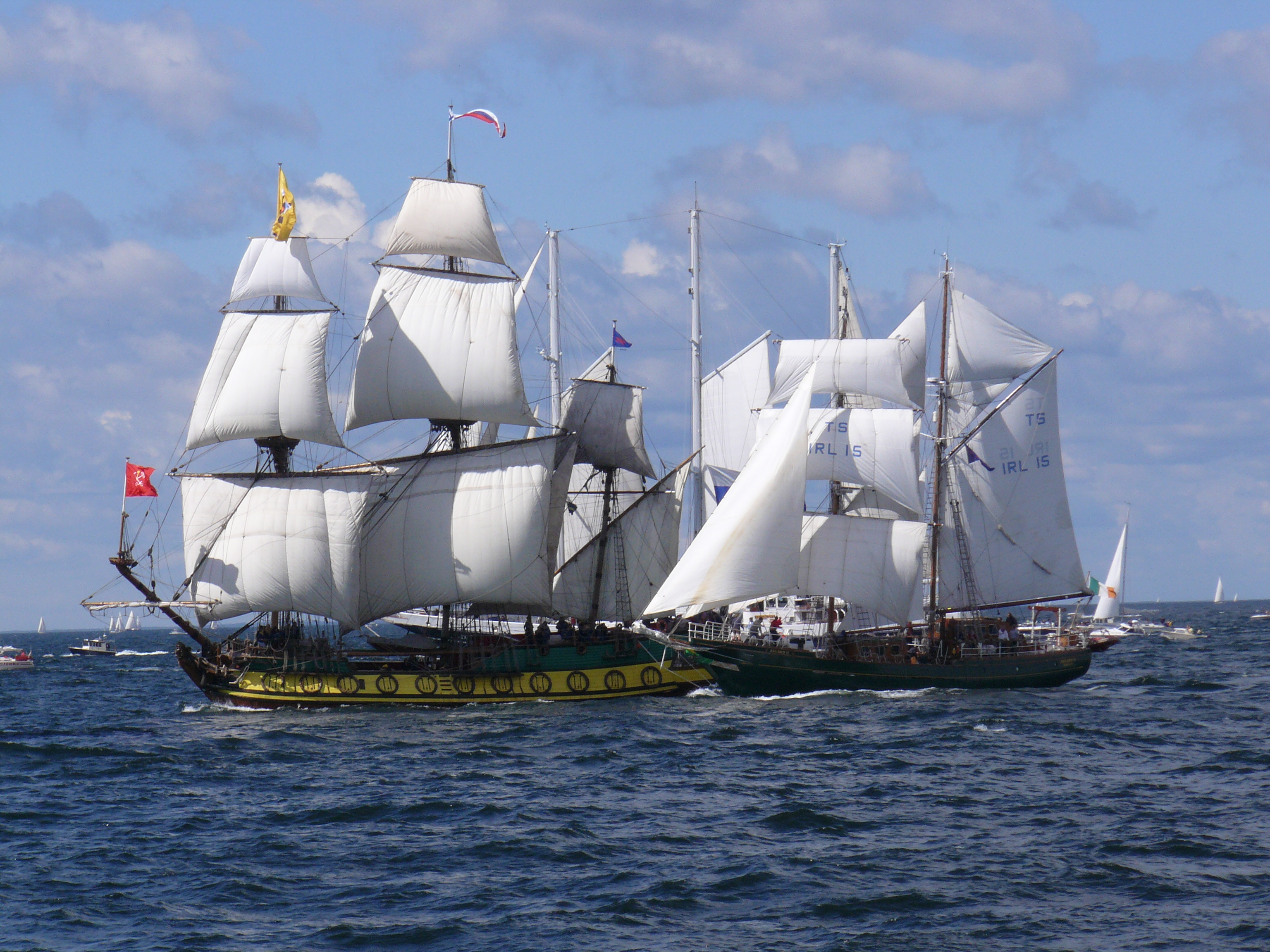
Shtandart y Asgard II en el Mar Báltico, año 2007.

El buque se encontraba en relativamente buenas condiciones en el fondo del mar y una de las tablas del casco estaba dañada. No está claro si este daño fue causado por el impacto con el fondo del mar o fue la causa del hundimiento, posiblemente por una colisión con un contenedor semisumergido. Descansa bajo 80 metros (260 pies) de agua sobre un fondo marino arenoso sin rocas, y estaba "erguido sobre el fondo marino y recuperable" en septiembre. Era deseable un rescate temprano antes de los daños causados por las tormentas invernales y las redes de pesca. El 23 de febrero de 2009, el entonces Ministro de Defensa, Willie O'Dea, anunció que no se reflotaría el Asgard II. Jimmy Deenihan, portavoz del partido opositor Fine Gael, expresó su decepción:

"Han pasado más de cinco meses desde que el Asgard II se hundió en el Golfo de Vizcaya. En ese tiempo, cualquier posibilidad de que el barco fuera recuperado se vio seriamente socavada por las propias vacilaciones de los Ministros al respecto. No se encargaron uno, sino dos estudios de viabilidad de salvamento. en ese período y las ventanas climáticas disponibles se desperdiciaron cuando fue posible una operación de salvamento".

En 2010, un equipo privado de buzos irlandeses recuperó varios artefactos del pecio, como la campana y el volante del barco.

## Investigación
La pérdida del Asgard fue investigada por la Junta de Investigación de Accidentes Marítimos y su informe final se publicó el 27 de septiembre de 2010. La causa más probable del accidente, según la investigación, fue que el barco chocó con un objeto sumergido. Aunque se encontró que el mantenimiento y operación del Asgard II excedían lo requerido por las regulaciones vigentes en ese momento, se recomendó que se revisara la práctica de clasificar los buques escuela de vela como buques de carga en lugar de buques de pasajeros.